# Pilatus PC-7

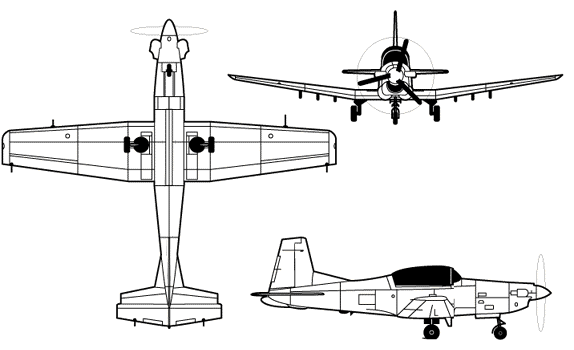
Pilatus PC-7

De Pilatus PC-7 Turbo Trainer is een propelleraangedreven lesvliegtuig met een tandemcockpit. Het vliegtuig is geproduceerd door het Zwitserse Pilatus Aircraft.
De PC-7 wordt gebruikt als lesvliegtuig voor zowel toekomstige helikopter- als vastvleugelpiloten. Het vliegtuig is in gebruik bij meer dan twintig luchtmachten van over de gehele wereld. Sinds de introductie in 1978 zijn er ongeveer vijfhonderd verkocht. Het merendeel is nog steeds operationeel. Het vliegtuig wordt tevens gevlogen door civiele piloten. Het toestel is FAA en FOCA gecertificeerd.

## Ontwikkeling

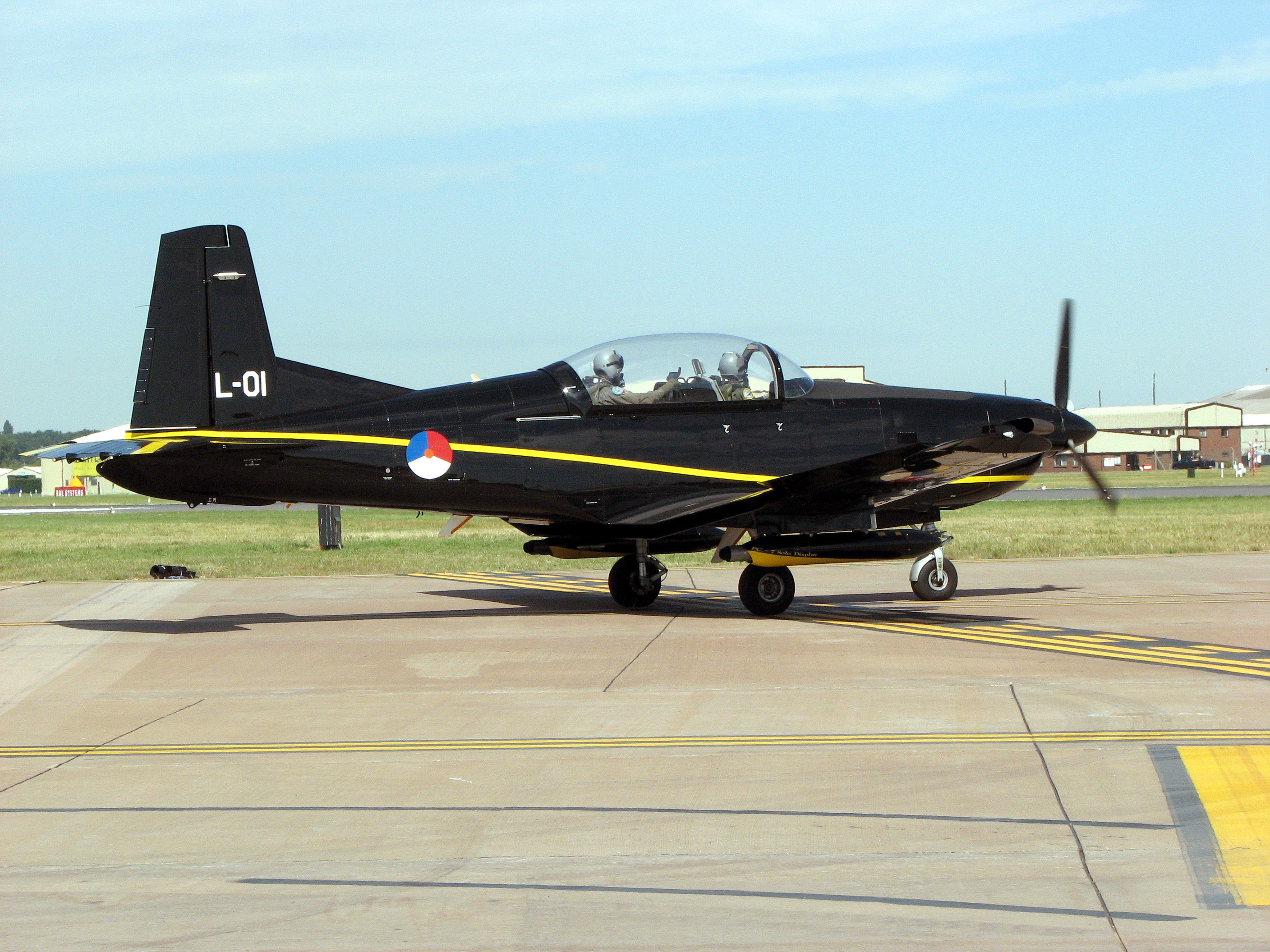
Pilatus PC-7 van de Nederlandse luchtmacht, klaar om op te stijgen op de International Air Tattoo in Fairford, Engeland.

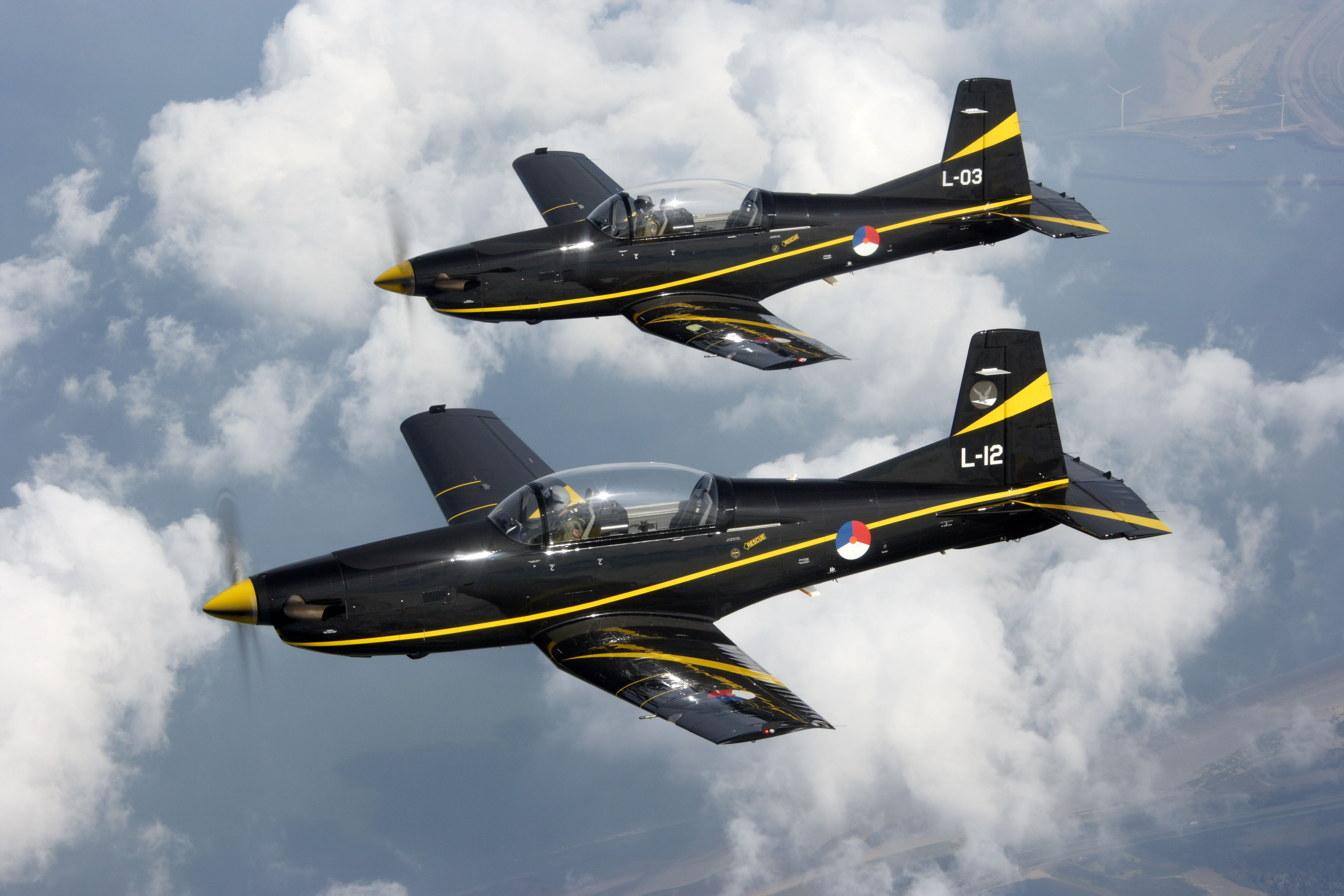
Twee PC-7's in formatie

De PC-7 is gebaseerd op de eerdere P-3. Het eerste prototype, een verbouwde P-3, koos op 12 april 1966 voor de eerste keer het luchtruim. Na een crash werd het gehele project echter gestaakt.
Het project werd in 1973 herstart. Een andere P-3 werd van de Zwitserse luchtmacht overgenomen. Na enkele aanpassingen vloog dit toestel op 12 mei 1975 voor het eerst. Gedurende het project werd het vliegtuig flink aangepast:
- Een vleugel uit één stuk met inwendige brandstoftanks
- Een aangepaste staartvleugel
- Een andere canopy (cockpitdak)

Het eerste vliegtuig dat van de productielijn rolde, vloog op 18 augustus 1978. De Zwitserse civiele certificering werd op 5 december van hetzelfde jaar gegeven waarna de levering snel kon beginnen.

## Koninklijke Luchtmacht
De Nederlandse Koninklijke Luchtmacht (KLu) maakt sinds 1989 voor de opleiding van haar piloten gebruik van de PC-7. Alle dertien vliegtuigen zijn gestationeerd op Vliegbasis Woensdrecht. Deze waren oorspronkelijk in een geel-wit-rood kleurenschema gespoten, maar na onderzoek door TNO is gebleken dat de vliegtuigen in het Nederlandse luchtruim beter contrasteren met een hoofdzakelijk zwarte kleur. Vanuit vliegveiligheidsoogpunt is gekozen voor deze donkere kleurstelling.
De KLu heeft een PC-7 Solo Display Team waaraan twee vliegtuigen zijn toegewezen (een operationeel en een reservevliegtuig). Dit team doet diverse vliegshows in Europa aan, waaronder de eigen open dagen van de Koninklijke Luchtmacht.

## Varianten
De PC-7 Mk 2 Astra wordt gebruikt door de Zuid-Afrikaanse luchtmacht. Zuid-Afrika heeft 60 exemplaren aangeschaft. De vliegtuigen werden als bouwpakket verzonden en in het land van bestemming geassembleerd. Vanwege politieke overwegingen werd besloten de vliegtuigen niet met ophangpunten voor wapensystemen uit te rusten.
De Zwitserse luchtmacht heeft de PC-7/CH tweezitter in gebruik.

## Specificaties

### Algemeen
| Bemanning             | 1 student, 1 instructeur                             |
| Lengte                | 9,775 m                                              |
| Spanwijdte            | 10,40 m                                              |
| Hoogte                | 3,21 m                                               |
| Vleugeloppervlak      | 16,3 m² (175 ft²)                                    |
| Gewicht leeg          | 1711 kg (3772 lb)                                    |
| Maximale startgewicht | 2100 kg (4654 lb)                                    |
| Motoren               | 1x turboprop Pratt & Whitney Canada PT6A-25A, 522 kW |

### Prestaties
| Topsnelheid   | 494 km/u, 267kts (+500 km/u gehaald) |
| Actieradius   | 1047 km                              |
| Plafond       | 25.000 ft                            |
| Stijgsnelheid | 865 m/min (2840 ft/min)              |

### Bewapening
Aan zes ophangpunten kunnen verschillende bommen en raketten gehangen worden.